# NGC 4838
NGC 4838 é uma galáxia espiral barrada (SBb) localizada na direcção da constelação de Virgo. Possui uma declinação de -13° 03' 37" e uma ascensão recta de 12 horas, 57 minutos e 56,1 segundos.
A galáxia NGC 4838 foi descoberta em 9 de Maio de 1831 por John Herschel.